# Bhilaj Nagar
Bhilaj Nagar – miasto w Indiach, w stanie Chhattisgarh.
Miejscowość wchodzi w skład zespołu miejskiego Durg-Bhilaj(nagar), który obejmuje także miasto Durg. Odległość z Durg do Bhilaj Nagar wynosi 11 km.
W 1991 r. miasto liczyło 686 tys. mieszkańców. Jest to ośrodek przemysłowy, gdzie dominuje m.in.: przemysł metalurgiczny, metalowy, chemiczny, spożywczy, transportowy i drzewny. Są w nim zlokalizowane kopalnie: rud żelaza, manganu i węgla kamiennego oraz cementownia. Mieści się w nim także filia uniwersytetu w Rajpurze.